# Csepel-Szigetcsúcs
Csepel-Szigetcsúcs (2012 végéig Szigetcsúcs) Budapest egyik városrésze a Csepel-szigeten, a XXI. kerületben.

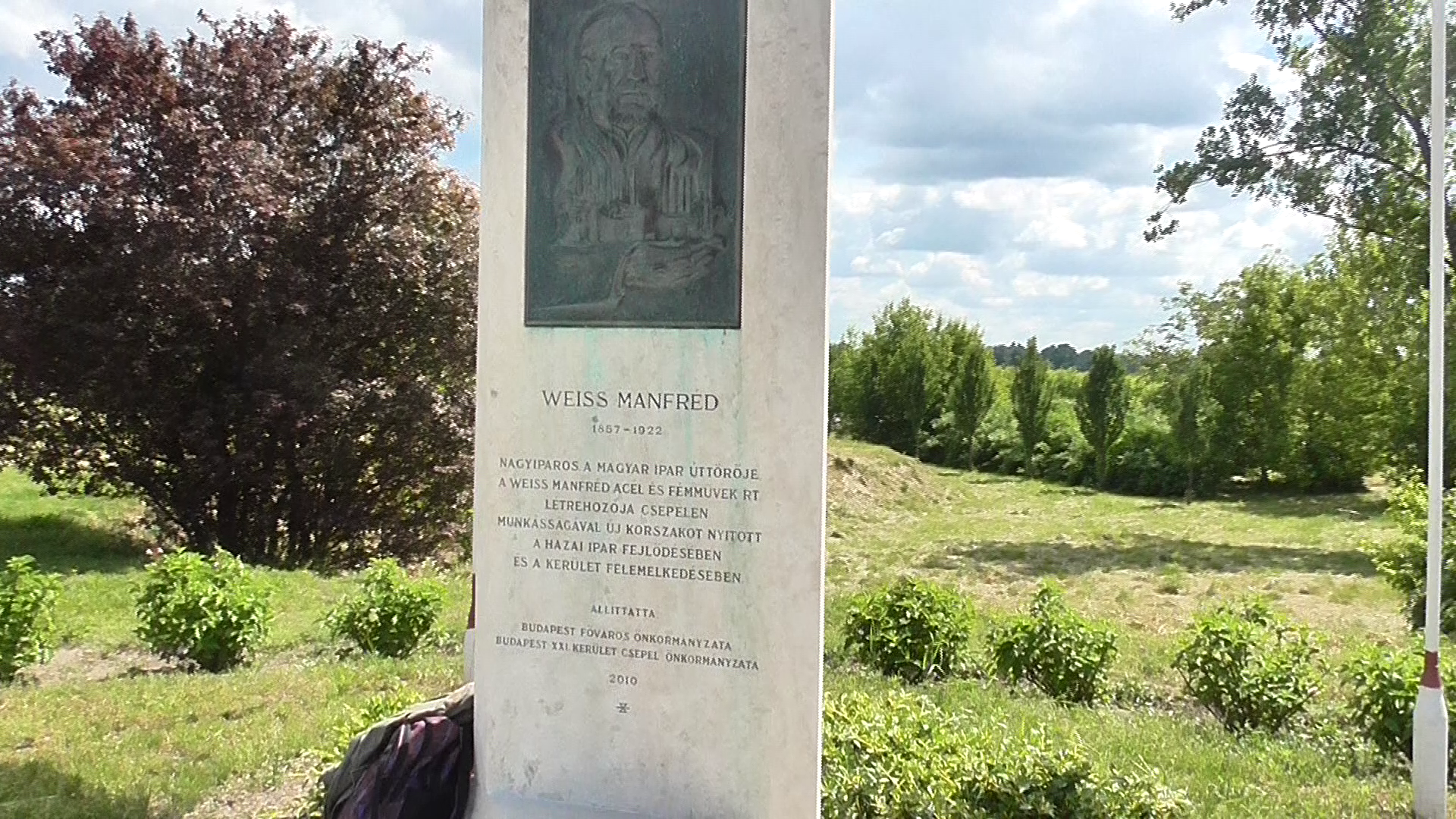
A Csepel-sziget északi bejárata, Weiss Manfréd emlékműve

## Fekvése
A Csepel-sziget legészakibb részén fekszik, a neve is ebből ered.
Határai a Ráckevei-Duna a Kvassay hídtól, Bolgárkertész ("Francia") öböl és meghosszabbított vonala, Weiss Manfréd út, Petróleum utca és a Duna folyam a Kvassay hídig.

## Története
Nagyrészt lakatlan terület.
A főváros egyik legjelentősebb logisztikai létesítménye a 2009 óta Weiss Manfréd nevét viselő Szabadkikötő út nyugati oldalán, az Albertfalvával szemben  1914-1927 között felépült Szabadkikötő. 1928. július 13-án „Budapesti Vámmentes Kikötő” elnevezéssel állami vállalattá nyilvánította a minisztertanács, majd 1928. október 20-án avatták fel. 2005-ig Csepeli MAHART Szabadkikötő néven működött. Azóta hivatalosan Budapest Szabadkikötő Logisztikai Zrt. (rövidítve: BSZL) a neve. Összesen 18 hajóállás kapacitással rendelkezik, két kereskedelmi – az alsó az 1-es, a felső az 1937-től üzemelő 2-es számú – és a Petróleum-öbölből áll. (Utóbbi medencében a kőolajszállítmányokat fejtik át. Északi oldalán a MOL, a délin a Dunatár OMV tartályaiba, továbbá itt vételezhetnek üzemanyagot a hajók.) A kikötő legnagyobb épülete az 1928-ban felhúzott 13 emeletes Gabonatárház, a legnagyobb forgalmat pedig jellemzően az 1972-ben átadott konténerterminál és a fémhulladék részleg bonyolítja. A harmadik, legészakibb öblöt 1990-1992 között ásták ki és 2009-2016 között töltötték fel. A helyén raktárak épültek.
A csepeli állami kikötő területét már 1930-ban – a XVIII. törvénycikkel meghatározva – Ferencvároshoz csatolták. Ugyan Csepel egésze is már ekkortól szerepet kapott Budapest közigazgatásának különböző változtatási terveiben, azonban az egész, addig megyei város csak 1949 decemberében, a Budapest közigazgatási határainak kiterjesztéséről szóló XXVI. törvénycikkel – mikor is a IX. kerület elvesztette a Csepel-sziget északi csúcsát – vált végül az akkori Nagy-Budapest részévé önállóan, Budapest XXI. kerületeként.
A Szabadkikötő út keleti oldalán, Külső-Ferencváros iparvidékével szemben üzemelt a Weiss Manfréd Acél- és Fémművek repülőtere, amin 1931. március 29-én landolt a korabeli szenzációsnak tekintett technikai vívmány, a Zeppelin léghajó. A második világháborút követően bolgárkertészet ültetvényei foglalták el, a rendszerváltást követő évtizedekben bozótos cserjés nőtt a parlagon maradt kopár mezőn. A Ráckevei-Duna-ágon a Szabótelep és Gubacsi híd fölött elhelyezkedő Bolgárkertész („Francia”) öböl eredetileg szintén ipari kikötőnek épült, de már évtizedek óta nem használják. Fölötte az 1970-es években épültek a Szállító utca telephelyei.
A Kádár-korszak nevezetes monopolhelyzetű autókereskedő cége, a Merkur Személygépkocsi-értékesítő Vállalat a győri (Szérűskert utca 2–10, 1980) a debreceni (Monostorapályi út 33, 1977) és a szegedi (Sándorfalvi út) mellett a fővárosban két csepeli átvevő telephelyen működött: a nagyobb az 1962-ben megnyílt Áfor út 4.-ben (a mai Petróleum utca), a kisebb alapterületű pedig 1972-től a Védgát utca 14. szám alatt. A rendszerváltást követően, 1993-ban szűnt meg.
Itt adták át 2009-ben a Budapesti Központi Szennyvíztisztító Telep, az „ÉlőDuna projekt” legnagyobb volumenű beruházása. Ennek keretében 2008-ban a Szabadkikötő út keleti oldalán is, mintegy 3800 négyzetméternyi területen végezhetett régészeti kutatásokat – a szigeten 2004 óta tartó ásatásokon felül – a Budapesti Történeti Múzeum Ős-, és Népvándorlás kori Osztálya, ahol majd száz objektum került elő.
A Csepel-sziget északi részén található, a HÉV vonala és a Duna főága között elterülő 29 hektáros területen, mintegy 70 000 m²-en. A Fővárosi Vízművek által üzemeltetett komplex biológiai műtárgy lehetővé teszi, hogy a Budapesten keletkező szennyvizek mintegy 95%-ban biológiailag tisztítva kerüljenek vissza a Dunába.
Szigetcsúcsot 2012 decemberében a Fővárosi Közgyűlés Csepel-Szigetcsúcs névre keresztelte át.

## Közlekedés
A H7-es HÉV nevet viselő Csepeli gyorsvasút 1951-ben indult meg. A logisztikai központ kapuja előtt a töltésen kialakított Szabadkikötő megállóhely kínál gyors kapcsolatot a Boráros térrel, valamint Csepel-Belvárosával. (Alatta halad el a Szabadkikötő és a Csepel-Gyártelep felől a Gubacsi hídon át a Soroksári út rendező vasútállomás irányába a csepeli vontatóvágány.) 1975 óta tárja fel a Szigetcsúcs iparvidékét a 179-es busz. Az 1980-as évektől betér a Szállító utcába, 2018-tól kezdve Csepel központja felé a Wein János út és a Szikratávíró utcát át közlekedik. A Közvágóhíd felé pedig a sziget főútvonalának számító Weiss Manfréd úton át közlekedik.